# Meunieriella ingae
Meunieriella ingae är en tvåvingeart som beskrevs av Edwin Möhn 1975. Meunieriella ingae ingår i släktet Meunieriella och familjen gallmyggor.
Artens utbredningsområde är El Salvador. Inga underarter finns listade i Catalogue of Life.